# Nitocris de Babilònia
Nitocris de Babilònia   (c. 550 aC - p. segle VI aC) va ser una reina babilònica descrita per Heròdot a les seves Històries.
Li acredita diversos projectes i edificis a Babilònia i es diu que va ser la mare de l'últim rei de la ciutat, Labineu, i d'haver enganyat a Darios el Gran posant la seva tomba damunt una porta de manera que els perses no poguessin passar per sota. Se suposa que va deixar una misteriosa inscripció que era una trampa per reis cobdiciosos.
Tot i que no hi ha una figura històrica que encaixi amb la descripció d'Heròdot, hi ha diverses hipòtesis sobre qui podria ser:
- Naqi'a, esposa de Sennàquerib, conegut per les seves activitats amb edificis.
- Adad-happe, mare de Nabòdines, darrer rei de Babilònia
- una esposa o filla desconeguda de Nabucodonosor II.[3]